# Steve Conte

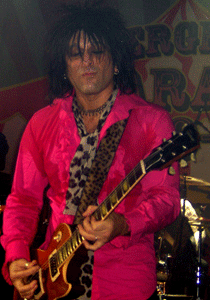
Steve Conte 2006

Steve Conte, född 3 september 1960, är en amerikansk gitarrist, multi-instrumentalist, kompositör och sångare. Han är son till jazzsångerskan och hypnosterapeuten Rosemary Conte och bror till musikern John Conte, med vilken han har arbetat i grupperna Company of Wolves, Crown Jewels och The Contes. I dag spelar Steve Conte gitarr i New York Dolls och Michael Monroe band och skriver musik för japansk anime.

## Biografi
Steve Conte föddes 1965 i New Jersey och började redan innan tonåren jamma med sin bror John (då på trummor). Modern Rosemary arbetade som jazzsångare och musiklärare, och i sina första upplevelser på scenen fick bröderna som hennes kompgrupp. Steve blev ändå tidigt inspirerad av rock, speciellt av gitarrister som Chuck Berry och Keith Richards, och senare Jimi Hendrix och Jeff Beck. Vid sidan av rocken, avlade han ändå en kandidatexamen i jazzgitarr vid Rutgers University.
I början av 1990-talet fick bröderna sin första kontakt med rockstjärnevärlden genom gruppen Company of Wolves, som de ändå lämnade 1992. Året därpå grundade sitt eget band Crown Jewels, som släppte två kritikerrosade skivor, Spitshine år 1996 och Linoleum 1998. Linoleum fick mycket speltid och många av sångerna kunde höras i tv-serier och filmer. Skivan ledde också till tre år av så gott som oavbrutet turnerande.
Efter nästan tio år med Crown Jewels och otaliga samarbeten med andra artister, beslöt sig bröderna Conte 2001 för att spela in någonting under eget namn. Det resulterade i cd:n Bleed Together under namnet The Contes 2003.
Under samma tid gjorde den japanska anime-kompositören Yoko Kanno ett besök till New York för att hitta en musiker som kunde ge en västerländsk influens till filmmusiken. Den musikern blev Steve Conte, vars sånger, gitarr och vokal kan höras i tv-serierna Cowboy Bebop, Wolf's Rain och filmen Ghost in the Shell, samt datorspelet Sonic and the Secret Rings.
År 2004 kom ändå lyckosparken som gjorde att Steve Conte blev ett bekant namn i mainstream-rocken. Efter att gitarrlegenderna Izzy Stradlin och Andy McCoy tackat nej till att spela på New York Dolls återföreningskonsert som ordnades av Morrissey, gick platsen till Conte. Samarbetet fungerade så bra att bandet beslöt att fortsätta spela, och 2006 kom skivan One Day It Will Please Us To Remember Even This ut, och gruppen turnerar i dag aktivt igen.
Under sin karriär har Steve Conte också spelat med, producerat eller skrivit musik för artister som Simon & Garfunkel, Chuck Berry, Charlie Watts, Paul Garisto, David Bowie, Robert Gordon, Etta James, Suzi Quatro, Blood, Sweat & Tears, Fiona Flanagan, och David Johansen.
Steve Conte är numera även medlem i Michael Monroes band.

## Diskografi
Album i urval
- Spitshine (Crown Jewels, 1996)
- Linoleum (Crown Jewels, 1998)
- Bubble & Squeak (Crown Jewels, 2000)
- Bleed Together (The Contes, 2003
- One Day It Will Please Us To Remember Even This (New York Dolls, 2006)